# Kitami
Kitami (北見市?, Kitami-shi) è una città del Giappone nella prefettura di Hokkaidō. Fa parte della giurisdizione dell'ufficio sottoprefettizio generale di Okhotsk, equiparabile a quella di una sottoprefettura.
Alla città è intitolato l'asteroide 3785 Kitami.